# Ensor (cráter)
Ensor es un cráter de impacto de 24,92 km de diámetro del planeta Mercurio. Debe su nombre al pintor belga James Ensor (1860-1949), y su nombre fue aprobado por la  Unión Astronómica Internacional en 2013.